# Alysia subproia
Alysia subproia är en stekelart som beskrevs av Vladimir Ivanovich Tobias 1999. Alysia subproia ingår i släktet Alysia och familjen bracksteklar. Inga underarter finns listade i Catalogue of Life.